# Andrew Pattison
Pour les articles homonymes, voir Pattison.
Andrew Pattison, né le 30 janvier 1949 à Pretoria, est un ancien joueur de tennis. Né rhodésien (la Rhodésie est devenue le Zimbabwe en 1980), il a été naturalisé américain après sa carrière tennistique.

## Carrière
Il est l'auteur de la première défaite du premier numéro 1 au classement ATP le 25 août 1973 où il bat Ilie Năstase (6-7, 2-6, 6-3, 6-4, 6-4).